# Parvis Rosa-Parks
Le parvis Rosa-Parks est une esplanade du 19e arrondissement de Paris, en France.

## Situation et accès
Le parvis est une grande place piétonne située dans le 19e arrondissement de Paris, entre la rue Cesária-Évora, au niveau du passage Susan-Sontag et la gare Rosa-Parks. Il est limité par le jardin Cesária-Évora. Il est desservi à la gare Rosa-Parks par le RER E.

## Origine du nom
Comme la gare, le parvis porte le nom de l'héroïne américaine des droits civiques Rosa Parks (1913-2005).

## Historique
Le parvis est créé dans le cadre de l'aménagement du GPRU Paris Nord-Est - secteur Macdonald et prend son nom en 2015. Il est en partie construit sur la Petite Ceinture dont les rails ont été conservés et encastrés dans les pavés, uniquement décoratifs et inutilisables car sans gorge.

## Bâtiments remarquables et lieux de mémoire
- La gare Rosa-Parks ;
- La Petite-Ceinture ;

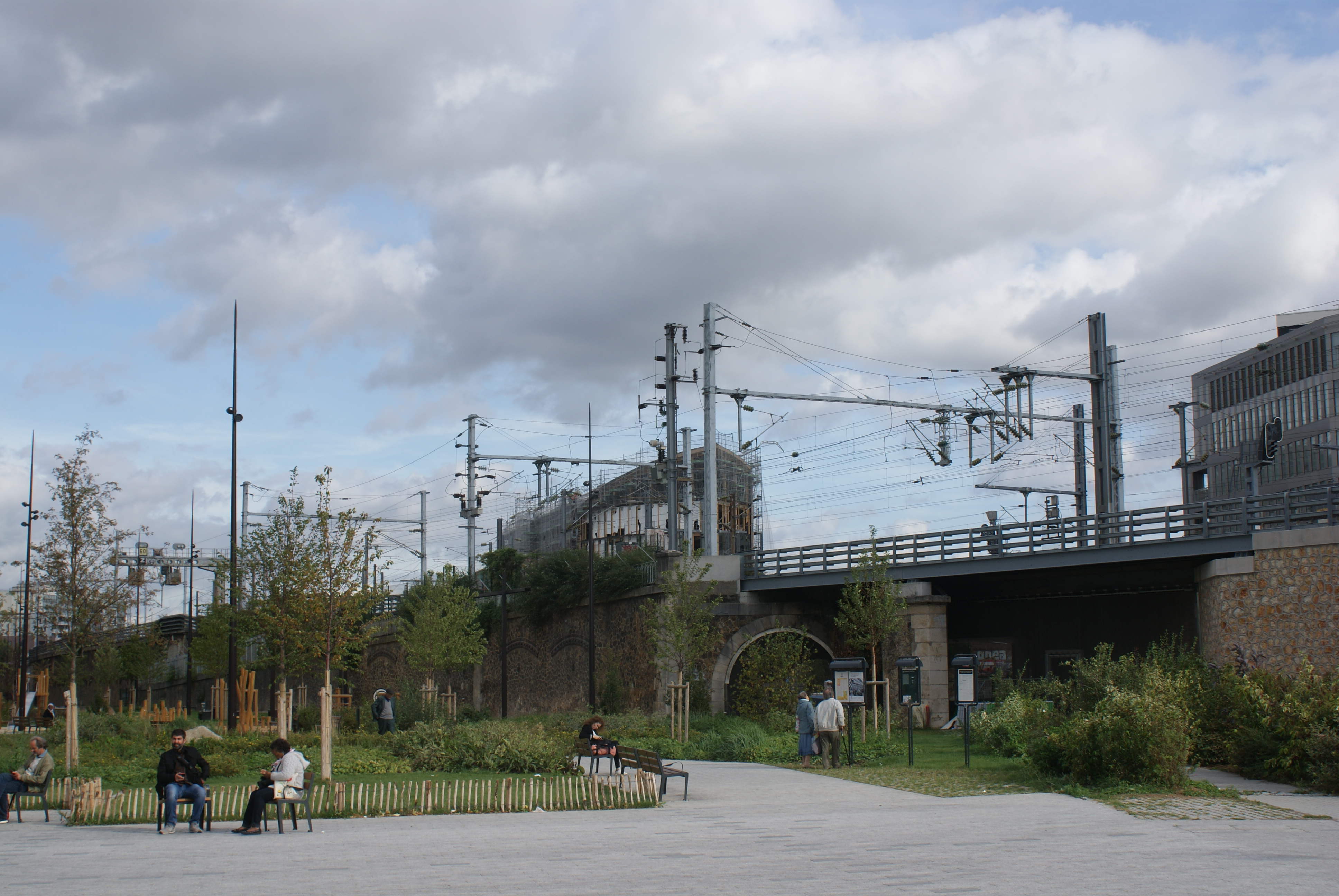
Transition entre le jardin Cesária-Évora et le parvis

- Îlot fertile : projet urbain lancé dans le cadre de « Réinventer Paris » livré en 2022[2]
- Entrepôt Macdonald